# Michel Bonnin
Michel Bonnin (5 février 1949 à Saint-Germain-en-Laye en France) est un enseignant chercheur, spécialiste de la Chine contemporaine et tout particulièrement des jeunes instruits (Zhiqing ; chinois : 知青).

## Biographie
Il a fait des études de philosophie puis de chinois à Paris. Il a obtenu un doctorat à l'École des hautes études en sciences sociales (EHESS) où il est directeur d'études, rattaché au Centre d'études sur la Chine moderne et contemporaine (CECMC).
Il a créé le Centre d'études français sur la Chine contemporaine (CEFC) à Hong Kong en 1992 et en a été le directeur jusqu'en 1998.
Il a également créé la revue Perspectives chinoises, dont il est aujourd'hui membre du comité de lecture, après l'avoir dirigée de 1992 à 1998.
Il a créé, en 2011, le Centre franco-chinois (CFC) à Pékin dont il est le directeur. C'est une institution financée par le ministère des Affaires étrangères français et hébergée par la Faculté des sciences sociales de l'université Tsinghua, dont la mission est de développer les échanges et les collaborations entre chercheurs et étudiants-chercheurs en sciences sociales des deux pays.

## Thèmes de recherche
- Les rapports entre pouvoir et société en République populaire de Chine à l'époque maoïste et depuis les réformes (études de cas et réflexion sur la nature du régime).
- Histoire de Hong Kong et de ses relations avec Pékin.

## Publications principales
- 2013 The Lost Generation. The Rustication of China's Educated Youth (1968-1980), Hong Kong, The Chinese University Press (version anglaise de Génération perdue. Le mouvement d'envoi des jeunes instruits à la campagne en Chine, 1968-1980)[4]
- 2010 La publication en chinois de "Génération perdue", Paris, Carnets du Centre Chine.
- 2010 Shiluo de yidai. Zhongguo de shangshan xiaxiang yundong, 失落的一代 — 中国的上山下乡运动 1968-1980, Pékin, Zhongguo dabaike quanshu chubanshe, 454 p. (version en caractères simplifiés et légèrement modifiée de celle de 2009).
- 2010 « Shanghai et l'héritage douloureux du maoïsme : le destin de la "génération perdue" », in N. Idier (dir.), Shanghai, Paris, Robert Laffont (« Bouquins »), p. 931-972.
- 2009 Shiluo de yidai. Zhongguo de shangshan xiaxiang yundong, 1968-1980 失落的一代 — 中国的上山下乡运动 1968-1980, Hong Kong, The Chinese University of Hong Kong, 468 p. (version chinoise de Génération perdue. Le mouvement d'envoi des jeunes instruits à la campagne en Chine, 1968-1980).
- 2004 Génération perdue. Le mouvement d'envoi des jeunes instruits à la campagne en Chine, 1968-1980 Paris, Éditions de l’École des hautes études en sciences sociales, 491 p.
- 1991 Le tremblement de terre de Pékin, Paris, Gallimard (« Au vif du sujet »), 589 p. (coauteur J.-P. Béja & Alain Peyraube). avec une préface de Simon Leys.
- 1980  Le Printemps de Pékin, Paris, Gallimard (« coll. Archives »), 250 p. (pseud. V. Sidane).
- 1978 Avoir 20 ans en Chine... à la campagne, Paris, Éditions du Seuil (« L’Histoire immédiate »), 181 p. (pseud. J.-J. Michel) & (coauteur Huang He).

## Autres publications
- Articles, contributions à ouvrages, recensions, préfaces, entretiens, éditoriaux